# فرانك باركنسون
فرانك باركنسون (بالإنجليزية: Frank Parkinson)‏ هو لاعب كرة قاعدة أمريكي، ولد في 23 مارس 1895 في ديكسون في الولايات المتحدة، وتوفي في 4 يوليو 1960 في ترنتون في الولايات المتحدة.

## وصلات خارجية
- فرانك باركنسون على موقعبيزبول رفرنس.كوم (الدوري الرئيسي) (الإنجليزية)